# فالشتيت
وال اشتت (بالألمانية: Wahlstedt) هي بلدة ألمانية تقع في شليسفيغ هولشتاين في ألمانيا. يقدر عدد سكانها بـ 9,436 نسمة .

## المدن التوأمة
مدينة Bjerringbro هي مدينة توأمة لـوال اشتت.